# مغاوري شحاتة دياب
مغاورى شحاته دياب أستاذ المياه ورئيس جامعة المنوفية السابق. وهو متخصص في مجال الموارد المائية والهيدروجيولوجيا. ومؤسس لمدرسة عملية قوامها مائة وعشرون باحثا

## إنجازاته
- رئيس المجموعة الاستشارية لموارد المياه والاراضى والبيئة (هاكو).* أستاذ مصادر المياه بجامعة المنوفية
- رئيس جامعة المنوفية سابقا
- مستشار ثقافى لمصرفى بولندا وإنجلترا
- عضو المائدة المستديرة لتحلية مياه البحر بباريس_فرنسا
- عضو لجنة الكود المصرى لتحلية مياه البحر بقرار الوزارة رقم 432لسنة 2011، وزارة الاسكان والتنمية العمرانية_جمهورية مصر العربية
- الاشراف على محطات تعبئة المياه (روان_طابا_طيبه_اكوادلتا)
- رئيس المجموعة الاستشارية لموارد المياه والاراضى والبيئة
- رئيس الجمعية العربية للمياه الصحية
- رئيس جمعية عمر بن الخطاب للخدمات التعليمية والثقافية.
- رئيس أتحاد الهيدرولوجين العرب
- عضو الموسوعة المصرية للشخصيات البارزة
- عضو الموسوعة العالمية who IS who
- حائز على جائزة من أفضل مائة باحث على مستوى العالم في مجال التعليم والبحث العلمي 2012
- نائب رئيس الاتحاد الدولى للسيرة الذاتية عن أفريقيا
- رئيس مجموعة مصادر المياه بالمنتدى المصري للتنمية المستدامة
- أستاذ منتدب بأكاديمية ناصر العسكري أعوام 1999- 2003

## التقارير والأطالس
- إصدار التقارير العلمية عن مخاطر السيول والأستفادة من مياهها ومشروعات الحماية والتأثيرات البيئية
- أطلس منطقة القير (أكاديمية البحث العلمى)* أطلس منطقة الغردقة (اكاديمية البحث العلمي) ج.أطلس منطقة سوهاج (اكاديمية البحث العلمي)
- أطلس منطقة سوهاج (اكاديمية البحث العلمي)
- أطلس منطقة مرسى علم، ورأس بناس (هيئة تنمية السياحة بالاشتراك مع هيئة المساحة الجيولوجية والثروات المعدنية)
- العشرات من المقالات والتقارير العلمية والصحفية حول قضايا مياه نهر النيل، والمياه الجوفية، والتعليم والتنمية العمرانية، والمشكلات الفنيه..